# Arnaud Coyot
Arnaud Coyot (6. august 1980 – 24. november 2013) var en fransk professionel landevejsrytter, som kørte for det spanske ProTour-hold Movistar Team.
Arnaud Coyot var professionel fra 2003 og indtil 2011.
Arnaud Coyot døde om morgenen søndag den 24. november, efter han var involveret i en bilulykke med sine to cykelkolleger Guillaume Levarlet og Sébastien Minard, skriver Le Parisien.
Det var Levarlet, der førte bilen, og efter avisens oplysninger skulle han være påvirket af alkohol, da ulykken skete. Levarlet sigtedes efterfølgende for uagtsomt manddrab.